# Robert Goossens
Robert Goossens, né le 30 janvier 1927 à Paris (Seine) et mort dans cette même ville le 7 janvier 2016, est un bijoutier et orfèvre français.

## Biographie
Robert Goossens naît en 1927 à Paris. Sa mère est employée dans un théâtre et son père travaille comme fondeur en bronze. Il a le certificat d'études comme unique diplôme et se forme à l’orfèvrerie chez Bauer.
Il fonde en 1950 sa maison d’orfèvrerie à Paris, dans le Marais. Trois ans plus tard, il entame une coopération fructueuse avec Gabrielle Chanel, pour qui il fabrique des bijoux jusqu’à la mort de la créatrice en 1971. Goossens travaille également pour Yves Saint Laurent, Elsa Schiaparelli ou Cristóbal Balenciaga.

## Vie privée
Il est père de deux enfants : Patrick, qui a pris sa suite à la tête de la maison Gossens et Martin.
Robert Goossens meurt le 7 janvier 2016 à l'âge de 88 ans,,.